# Distrito de Hasaka
El distrito de Hasaka (en árabe: منطقة الحسكة‎) es un distrito (mantiqah) de la gobernación de Hasaka en Siria. En el censo de 2004 contaba con una población de 484 966 habitantes. La capital del distrito es la ciudad de Hasaka.

## Divisiones
El distrito de Hasaka se divide en 7 subdistritos o Nāḥiyas (población según el censo de 2004):